# دره بنه‌ها
دره بنه ها، روستایی از توابع بخش سوسن شهرستان ایذه در استان خوزستان ایران است.

## جمعیت
این روستا در دهستان سوسن شرقی قرار دارد و براساس سرشماری مرکز آمار ایران در سال ۱۳۸۵، جمعیت آن ۱۸۱ نفر (۳۵خانوار) بوده‌است.